# Edwin J. Vandenberg
Edwin J. Vandenberg  (* 13. September 1918; † 2005) war ein US-amerikanischer Chemiker (Polymerchemie).
Vandenberg wuchs in Hawthorne (New Jersey) auf. Er wollte Chemie studieren, bekam aber nur ein Studium des Maschinenbaus am Stevens Institute of Technology in den Zeiten der Großen Depression finanziert. 1939 erwarb er seinen Abschluss als Maschinenbauer, hatte aber auch nebenbei zum Teil in Privatunterricht bei dem Chemieprofessor der Universität Francis J. Pond studiert. Durch Vermittlung von Pond kam er nach dem Studium als Forschungschemiker zur Hercules Power Company in Wilmington (Delaware). 
Vandenberg war Industriechemiker bei der Hercules Inc. 1982 ging er dort in den Ruhestand und forschte an der Arizona State University.
Er ist für die unabhängige Entwicklung von Isotaktischem Polypropylen und Katalysatoren vom Ziegler-Natta-Typ für deren Herstellung bekannt. Außerdem entwickelte er die Wasserstoff Ketten-Transfer-Methode (hydrogen chain transfer method) zur Kontrolle der molaren Masse von Polyolefinen und Alkylaluminoxan-Katalysatoren für die Ringöffnungs-Polymerisation von Epoxiden und Oxetanen zu Polyether-Elastomeren.
2003 erhielt er die Priestley-Medaille und 1991 die Charles Goodyear Medal. 1981 erhielt er den ACS Award in Polymer Chemistry und 1992 den Herman F. Mark Award der ACS.